# Kalāyat
Kalāyat är en ort i Indien.   Den ligger i delstaten Haryana, i den norra delen av landet, 150 km nordväst om huvudstaden New Delhi. Kalāyat ligger 238 meter över havet och antalet invånare är 16 747.
Terrängen runt Kalāyat är mycket platt. Runt Kalāyat är det tätbefolkat, med 493 invånare per kvadratkilometer. Närmaste större samhälle är Narwāna, 15,7 km sydväst om Kalāyat. Trakten runt Kalāyat består till största delen av jordbruksmark.